# Печёночницевые
Печёночницевые, или фистулиновые (лат. Fistulinaceae) — семейство грибов, входящее в порядок Агариковые (Agaricales).

## Описание
- Плодовые тела однолетние, шляпочные, у некоторых видов с ножкой, мясистые, мягкие.
- Гименофор трубчатый, у молодых грибов желтоватый или розоватый, с возрастом темнеет.
- Ножка эксцентрическая, окрашена в красно-коричневые тона, гладкая или бородавчатая.
- Споры мелкие, эллиптической формы, бесцветные, с тонкими гладкими стенками. Базидии четырёхспоровые. Гифальная система мономитическая, гифы неокрашенные, иногда вздутые, с пряжками или без них.

Некоторые виды съедобны, например, Fistulina hepatica и Pseudofistulina radicata.

## Экология
Представители семейства — паразиты, произрастающие на стволах живых широколиственных деревьев.

## Таксономия
Печёночницевые с филогенетической точки зрения близки к Schizophyllaceae, Cyphellaceae и другим семействам Agaricales.

### Роды
- Fistulina Bull., 1791 — Печёночница, или Фистулина
- Porodisculus Murrill, 1907
- Pseudofistulina O. Fidalgo & M. Fidalgo, 1963